# Batalla del Puente de Luding
La batalla del puente de Luding (chino simplificado: 泸定桥 战斗; chino tradicional: 瀘定橋 戰鬥; pinyin: Lúdìng Qiáo Zhàndòu) de 1935 fue un enfrentamiento armado entre el Cuarto Regimiento de Trabajadores Chinos y Ejército Campesino y fuerzas locales afines al Kuomintang durante la Larga marcha.
El puente, situado sobre el río Dadu en el condado de Luding, Prefectura Autónoma Tibetana de Garzê, Sichuan, China, estaba ubicado a unos ochenta kilómetros al oeste de la ciudad de Ya'an y era un cruce de río vital para el Ejército Rojo. El incidente sirvió como una gran oportunidad de levantar la moral para la propaganda política. Está incorporado en los libros de texto de las escuelas primarias chinas. Para magnificar el heroísmo de las fuerzas de Mao Zedong.